# Sisomphon Lovansay
Sisomphon Lovansay (* 1916; † 1994) war ein laotischer Politiker der Laotischen Revolutionären Volkspartei (LRVP).

## Leben
Sisomphon Lovansay wurde auf dem 1. Parteikongress der Laotischen Revolutionären Volkspartei (LRVP) am 22. März 1955 Mitglied des Exekutivkomitees der LRVP und gehörte damit neben Kaysone Phomvihane, Nouhak Phoumsavanh, Souphanouvong, Phoumi Vongvichit, Khamtay Siphandone sowie Phoun Sipaseut zu den ersten Spitzenfunktionären der neugegründeten Partei. Auf dem 2. Parteikongress (3. bis 6. Februar 1972) wurde er Mitglied des aus dem Exekutivkomitee hervorgegangenen Politbüro des ZK, dem er bis zum 4. Parteikongress (13. bis 15. November 1991) angehörte. Auf dem 2. Parteikongress am 6. Februar 1972 wurde er zudem Mitglied des Sekretariats des ZK und gehörte diesem bis zum 15. November 1986 an. Nach dem 4. Parteikongress (27. bis 30. April 1982) Vorsitzender der Verfassungskommission, die von Fachleuten aus der DDR beraten eine sozialistische Verfassung erarbeitete.
Sisomphon Lovansay war mehrere Jahre Vize-Präsident der Obersten Volksversammlung und wurde 1986 als Nachfolger von Souphanouvong Präsident der Obersten Volksversammlung. Dieses Amt bekleidete er bis 1989, woraufhin Nouhak Phoumsavanh seine Nachfolge antrat. Nach seinem Ausscheiden aus dem Politbüro wurde er 1991 neben Souphanouvong und Phoumi Vongvichit Berater des Zentralkomitees des ZK.